# Hakluyt Society

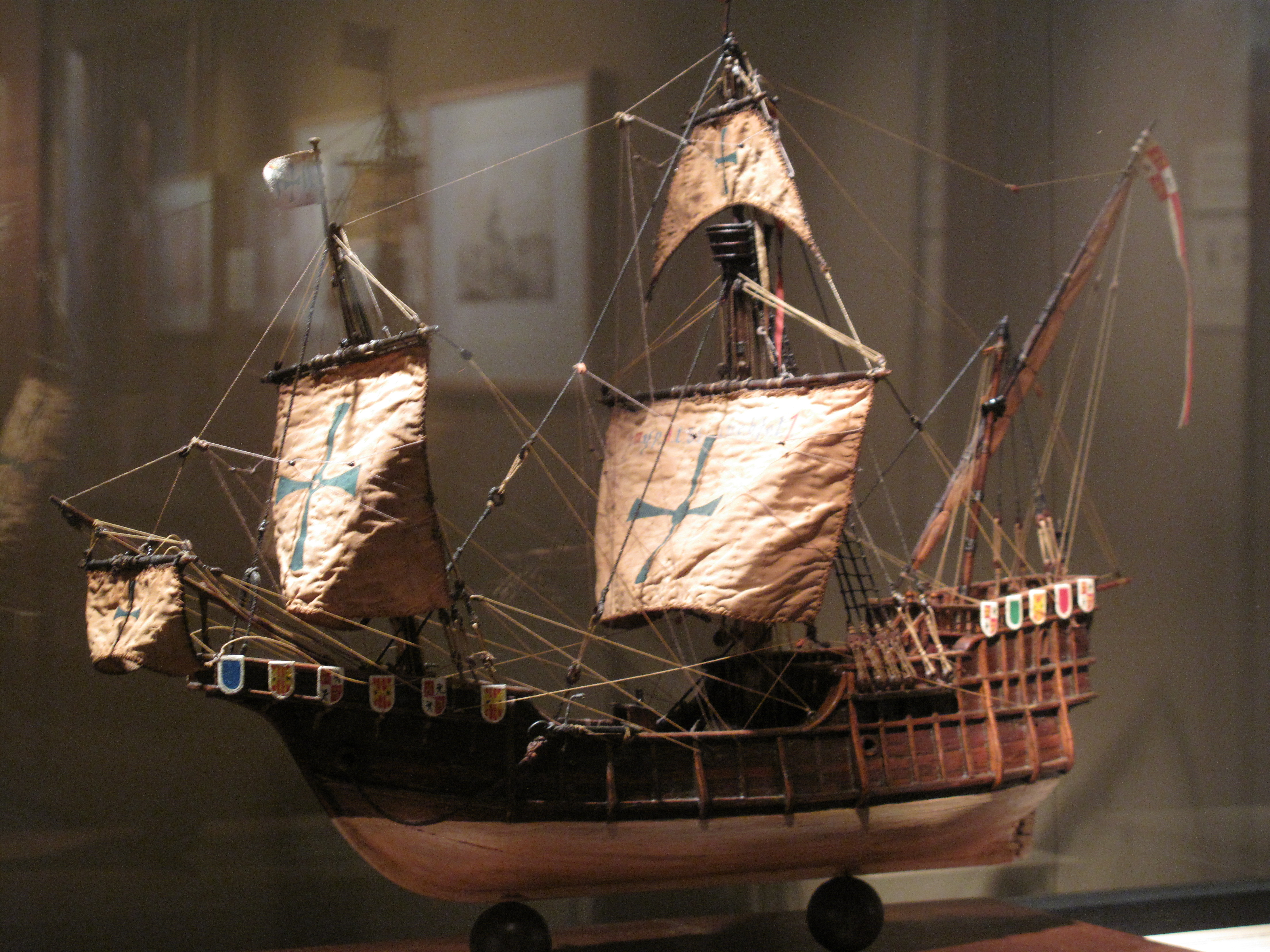
Desde 1847 emplea como logo un dibujo de la nao Victoria de Magallaes.

La Hakluyt Society es una organización sin afán de lucro con sede en Londres. La Hakluyt Society dedica su labor a la promoción de la comprensión de la historia del mundo. Esta asociación es conocida por sus ediciones de textos históricos especializados en la Era de los descubrimientos. Establecida en 1846, esta organización perpetúa el nombre de Richard Hakluyt (1552 - 1616), que era un autor Inglés, coleccionista, editor y traductor de documentos sobre historia así como de otros documentos relacionados con viajes y descubrimientos alrededor del mundo.
La actividad principal de la "Hakluyt Societyt" está especializada en la publicación de libros de relatos de viajes (de fuentes primarias) de exploradores, navegantes y aventureros de todo el mundo. Los temas están dirigidos tanto a la geografía, a la antropología como a la historia natural de las regiones visitadas. La suscripción anual permite a los miembros recibir los volúmenes publicados por la asociación durante el período de afiliación. Actualmente se publican, anualmente, dos o tres volúmenes. Desde 1847 emplea como logo un dibujo de la nao Victoria de Magallaes.
La Hakluyt Society publicó las historias de Guillermo de Rubrouck, Ibn Battuta, Fabian Gottlieb von Bellingshausen, Pedro Cieza de León, John Cabot, Colón, Fernando de Magallanes, Cosmas Indicopleustes, James Cook, Vasco da Gama, Semyon Dezhnev, Francis Drake, Humphrey Gilbert, La Perouse, Ludwig Leichhardt, Ma Huan, Olaus Magnus, Jens Munk y George Vancouver.
Una organización hermana norteamericana fue creada en 1996 por la Universidad Brown en Estados Unidos, el año del 150 aniversario de la organización de la matriz británica. La organización estadounidense es una asociación sin ánimo de lucro y su misión sigue siendo la misma que la de Londres, pero con una especialización en todo lo que concierne a los Estados Unidos.